# 担保物権
担保物権（たんぽぶっけん）とは、大陸法系の私法において、担保（債務の履行の確保）のための物権である。用益物権と並んで制限物権の一種である。
民法上の担保物権には、留置権・先取特権・質権・抵当権の四種があり、通有性として付従性・随伴性・不可分性・物上代位性を持つ。
- 民法について以下では、条数のみ記載する。

## 担保物権の種類

### 民法上の担保物権（典型担保）
民法典の定める物的担保は典型担保と呼ばれる（なお、特別法の定める質権、抵当権、留置権及び先取特権も、典型担保として扱われる）。
民法上の担保物権には、留置権・先取特権・質権・抵当権の四種がある。このうち、法律に定められた要件を満たせば当事者の契約を待たずに生ずる留置権・先取特権は法定担保物権、当事者の契約によって生ずる質権、抵当権は約定担保物権（やくじょうたんぽぶっけん）と呼ばれる。

### 非典型担保
典型担保の反対概念として非典型担保（変則担保ともいう）があり、民法典に定められていない担保である。非典型担保は、もともと権利移転に関する法原則に信用事由などの条件などを付すことで実質的に担保としての機能を果たすように設計されたものである。一部はその後、根拠法を有するに至っている。
非典型担保が発生した理由としては、次のような要因がある。
1. 民法が質権に代理占有を禁じたため（345条）。
2. 典型担保の設定・実行には手間がかかるため。
3. 動産には、抵当権における登記のような公示方法がないため。ただし、今日では動産譲渡登記によって可能になっている。
4. 後に仮登記担保法として結実する代物弁済予約について、清算義務が判例法上認められるまでは、例えば、300万円の貸金の担保として、3,000万円の自宅を譲渡担保に供するなど、債務者の困窮につけ込み、債権者が被担保債権より高額な担保を、所有権移転の方式により取得するといううまみがあったため。

非典型担保には以下のようなものがある。このうち、譲渡担保については一種の担保物権として理解する学説も有力であるが、判例上は（担保を目的として移転されたために一定の制約に服する）所有権であるとされている。
- 譲渡担保
- 売渡担保
- 仮登記担保
- 所有権留保
- 代理受領

債権者が債権を担保するため第三債務者に対して債権者から債権の受領を委任してもらい第三債務者から直接に弁済を受領し、弁済にあてること。
- 振込指定

## 担保物権の通有性
すべての担保物権に必ず認められる性質というわけではないものの、担保物権に一般的に認められる性質（担保物権の通有性）には次のような性質があげられる。
- 付従性（附従性）

担保物権は、被担保債権があってはじめて存在し、被担保債権の成立・内容・消滅等において運命を共にすること。
消費貸借契約、根抵当権では、緩和されている。
- 随伴性

被担保債権が他人に譲渡または質入れされたとき、担保物権もこれに伴い移転し、または質権に服すること。
- 不可分性

担保権者は、被担保債権の全額の弁済を受けるまで担保物の全部の上にその効力を及ぼすこと。
- 物上代位性

担保の目的物の滅失等により、設定者が受けた金銭等に対して払渡し又は引渡しの前に差押えれば、担保権の実行が行えること（304条）。
先取特権・質権・抵当権にはあるが、留置権にはない。

## 担保物権の効力
次のような効力があげられる。ただし、例外もあり、すべての担保物権に共通する効力というわけではない。
- 留置的効力

担保物権の対象となる物の占有を保持することで相手方の債権の弁済を事実上強制する効力のこと。留置権、質権に存在する。
- 換価効力

担保物権の対象となっている物または権利を換価し、債権の弁済に充てる効力のこと。
- 優先弁済的効力

担保物権を換価して発生した経済的価値について、他の一般債権者に優先して弁済を受けられる効力のこと。留置権以外の担保物権に存在する。
- 物上代位効力（372条、304条）

担保権の対象となっている物または権利が消滅した後、その変形物の価値を握持することにより債権を充足させることができる効力のこと。先取特権、質権、抵当権に存在する。

## 特別法の定める典型担保

### 特別法の定める留置権
- 商人間の留置権（商法521条） - 商人間においてその双方のために商行為となる行為によって生じた債権が弁済期にあるときは、債権者は、その債権の弁済を受けるまで、その債務者との間における商行為によって自己の占有に属した債務者の所有する物又は有価証券を留置することができる。ただし、当事者の別段の意思表示があるときは、この限りでない。
- 代理商の留置権（会社法20条（旧商法51条）） - 代理商は、取引の代理又は媒介をしたことによって生じた債権の弁済期が到来しているときは、その弁済を受けるまでは、会社のために当該代理商が占有する物又は有価証券を留置することができる。ただし、当事者が別段の意思表示をしたときは、この限りでない。
- 代理商の留置権（商法31条） - 代理商は、取引の代理又は媒介をしたことによって生じた債権の弁済期が到来しているときは、その弁済を受けるまでは、商人のために当該代理商が占有する物又は有価証券を留置することができる。ただし、当事者が別段の意思表示をしたときは、この限りでない。
- 問屋の留置権（商法557条） - 第27条及ビ第31条ノ規定ハ問屋ニ之ヲ準用ス

### 特別法の定める先取特権
- 国家・公共団体の租税その他の徴収金の先取特権（国税徴収法8条以下、地方税法14条以下）
- 農業経営資金貸付の先取特権（農業動産信用法4条以下）
- 立木地代の先取特権（立木ノ先取特権ニ関スル法律1項） - 他人ノ土地ノ上ニ立木ヲ有スル者カ土地ノ所有者ニ対シ樹木伐採ノ時期ニ於テ其ノ樹木ノ価格ニ対スル一定ノ割合ノ地代ヲ支払フヘキ契約ヲ為シタルトキハ土地ノ所有者ハ地代ニ付其ノ立木ノ上ニ先取特権ヲ有ス
- 借地借家法12条（借地法13条、14条） - 借地権設定者は、弁済期の到来した最後の二年分の地代等について、借地権者がその土地において所有する建物の上に先取特権を有する。
- 船舶の先取特権（商法842条以下）
- 海難救助者の先取特権（商法810条）
- 一定の株式会社の発行する社債に関する一般担保（株式会社国際協力銀行法、株式会社日本政策金融公庫法、日本アルコール産業株式会社法、日本郵政株式会社法、郵便事業株式会社法、郵便局株式会社法、高速道路株式会社法、日本環境安全事業株式会社法、成田国際空港株式会社法、東京地下鉄株式会社法、中部国際空港の設置及び管理に関する法律、東京湾横断道路の建設に関する特別措置法、旅客鉄道株式会社及び日本貨物鉄道株式会社に関する法律、関西国際空港株式会社法、日本たばこ産業株式会社法、日本電信電話株式会社等に関する法律、特定外貿埠頭の管理運営に関する法律、電子情報処理組織による輸出入等関連業務の処理等に関する法律、電気事業法）
- 特定目的会社の発行する特定社債に関する一般担保（資産の流動化に関する法律）
- 沖縄振興開発金融公庫の一般電気事業会社に対する貸付けに関する一般担保（沖縄振興特別措置法）
- 国際復興開発銀行の国際復興開発銀行等からの外資の受入に関する特別措置に関する法律第2条第1項の法人に対する貸付けおよび当該法人の発行する債券に関する一般担保（国際復興開発銀行等からの外資の受入に関する特別措置に関する法律）

### 特別法の定める質権
- 商事質権（商法515条） - （契約による質物の処分の禁止の適用除外） 349条の規定は、商行為によって生じた債権を担保するために設定した質権については、適用しない。
- 質屋における流質物の取得及び処分（質屋営業法19条1項）  - 質屋は、流質期限を経過した時において、その質物の所有権を取得する。但し、質屋は、当該流質物を処分するまでは、質置主が元金及び流質期限までの利子並びに流質期限経過の時に質契約を更新したとすれば支払うことを要する利子に相当する金額を支払つたときは、これを返還するように努めるものとする。
- 質屋の流質物の売却（質屋営業法19条2項） - 質屋は、古物営業法第14条第2項の規定にかかわらず、同法第2条第2項第2号の古物市場において、流質物の売却をすることができる。

### 特別法の定める抵当権
- 動産抵当
  - 農業用動産抵当権（農業動産信用法）
  - 建設機械抵当権（建設機械抵当法）
  - 自動車抵当権（自動車抵当法）
  - 船舶抵当権（商法および船舶法）
  - 航空機抵当権（航空機抵当法）
- 財団抵当
  - 工場財団抵当権（工場抵当法）
  - 鉱業財団抵当権（鉱業抵当法）
  - 漁業財団抵当権（漁業財団抵当法）
  - 鉄道財団抵当権（鉄道抵当法）
  - 軌道財団抵当権（軌道ノ抵当ニ関スル法律）
  - 運河財団抵当権（運河法）
  - 港湾運送事業財団抵当権（港湾運送事業法）
  - 道路交通事業財団抵当権（道路交通事業抵当法）
  - 自動車交通事業財団抵当権（道路運送法施行法および旧自動車交通事業法）
  - 観光施設財団抵当権（観光施設財団抵当法）
- その他の特別法上の不動産抵当権
  - 立木抵当権（立木ニ関スル法律）
  - 漁業権抵当権（漁業法）
  - 採掘権抵当権（鉱業法、日本国と大韓民国との間の両国に隣接する大陸棚の南部の共同開発に関する協定の実施に伴う石油及び可燃性天然ガス資源の開発に関する特別措置法）
  - ダム使用権抵当権（特定多目的ダム法）
  - 公共施設等運営権抵当権（民間資金等の活用による公共施設等の整備等の促進に関する法律）

## 特別法の定めるその他の担保物権
- 企業担保権（企業担保法）